# Liste der Universitäten in Montenegro
Die einzige staatliche Universität in Montenegro ist:
- Universität Montenegro

Daneben existieren im Raum Podgorica.die Privatuniversitäten: 
- Mediterran-Universität (2006)
- Universität Donja Gorica (2007)